# یواس‌اس اینوستیگیتور (ای‌جی آر-۹)
یواس‌اس اینوستیگیتور (ای‌جی آر-۹) (به انگلیسی: USS Investigator (AGR-9)) یک کشتی بود که طول آن 441' 6" بود. این کشتی در سال ۱۹۴۵ ساخته شد.